# Phùng Trương Trân Đài
Phùng Trương Trân Đài (sinh ngày 26 tháng 8, 1992) là một người mẫu, hoa hậu chuyển giới người Việt Nam, cô là Hoa hậu Chuyển giới Việt Nam 2020, đại diện Việt Nam và dừng chân tại tại Top 6 Hoa hậu Chuyển giới Quốc tế 2022.

## Tiểu sử và sự nghiệp

### 1992–2008: Thuở niên thiếu
Trân Đài là con trai út trong một gia đình có 6 người con bố làm thợ mộc, còn mẹ buôn bán trái cây, về sau kinh doanh thêm nước mía. Gia đình cô sinh sống trong một con hẻm nhỏ ở quận 8, Thành phố Hồ Chí Minh.
Từ nhỏ, Trân Đài đã nhận thức giới tính thật và muốn chuyển giới. Năm lên 10 tuổi, cô bắt đầu đi hát kiếm tiền và phụ mẹ buôn bán nước mía. Năm 13 tuổi, Trân Đài quyết định tiêm hormone, đến năm 15 tuổi thì làm phẫu thuật chuyển giới.

### 2009–2014: Sự nghiệp ban đầu
Từ năm 2009, Trân Đài đã bắt đầu tham gia các bộ ảnh thời trang và chụp ảnh cho các tạp chí cùng các diễn viên - người mẫu có tên tuổi như Lương Thế Thành, Trương Nam Thành...

### 2015–2019: Sinh sống và làm việc tại Mỹ
Năm 2015, Trân Đài sang Mỹ để sinh sống và học tập. Để có được một công việc ổn định, cô tham gia Chuyên ngành "Chuyên viên chăm sóc da" của trường Asian America Beauty College.
Trong khoảng thời gian này, cô còn tham gia các buổi trình diễn thời trang ở Việt Nam và các sự kiện dành cho cộng đồng người Việt ở Mỹ.

### 2020–nay: Phát triển sự nghiệp,Hoa hậu Chuyển giới Việt Nam 2020
Năm 2020, Trân Đài từ Mỹ trở về Việt Nam để tham dự cuộc thi Đại sứ hoàn mỹ 2020 (cuộc thi Hoa hậu Chuyển giới Việt Nam được tổ chức dưới dạng chương trình truyền hình thực tế do Hoa Hậu Chuyển giới Quốc tế Hương Giang tổ chức), đây cũng là lần đầu Trân Đài tiết lộ việc cô là người chuyển giới. Sau hơn 3 tháng tranh tài, người đẹp chính thức trở thành tân Hoa hậu Chuyển giới Việt Nam 2020, Á hậu 1 thuộc về Lương Mỹ Kỳ và Á hậu 2 thuộc về Nguyễn Phạm Tường Vi. Cô đại diện Việt Nam tại Hoa hậu Chuyển giới Quốc tế 2022 diễn ra vào ngày 25/06/2022 tại Thái Lan. Tuy thể hiện rất xuất sắc  xuyên suốt cuộc thi nhưng Trân Đài dừng lại ở Top 6 chung cuộc đầy tiếc nuối. 
Người chuyển giới và đồng tính là một trong những người bình thường, đóng góp những điều tích cực cho xã hội và mọi người công nhận điều đó. Chúng ta hãy tin vào điều bản thân làm. Hôm này tôi đứng đây là một câu trả lời. Tôi muốn đem hình ảnh, tiếng nói của tôi góp phần làm cho cộng đồng LGBT ngày càng lớn mạnh và sự kỳ thị giảm dần để người chuyển giới Việt Nam sẽ được sống, được làm việc và được hạnh phúc như mọi người.— Phùng Trương Trân Đài, 

## Sự nghiệp thời trang

### Trình diễn thời trang
- Bộ sưu tập Daydreamer (Adrian Anh Tuấn) (2021)[10]
- Bộ sưu tập Limited Edition (Chung Thanh Phong) (2021)[11]
- Và một số bộ sưu tập khác...

## Thành tích
- Hoa hậu Chuyển giới Việt Nam 2020
  - Giải phụ Best Talent
- Hoa hậu Chuyển giới Quốc tế 2022 (Top 6)
  - Giải phụ Best Talent